# Guarani FC

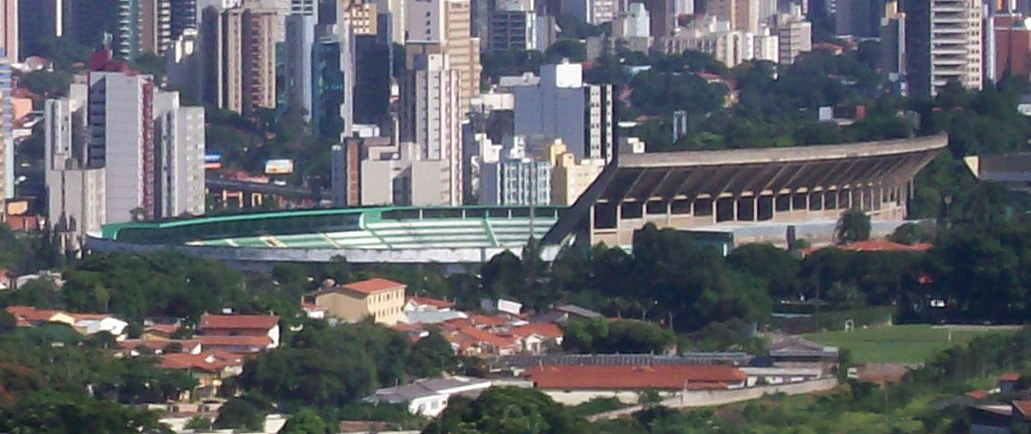
Översikt över Brinco de Ouro stadium.

Guarani Futebol Clube, oftast enbart Guarani, är en fotbollsklubb från Campinas i delstaten São Paulo i Brasilien. Klubben är även känd som "Bugre", ett öknamn för ursprungsbefolkningen i Brasilien,, och supportrarna till Guarani kallas följaktligen för bugrinos. 

## Historia
Guarani Football Club grundades den 1 april 1911 i staden Campinas, São Paulo, som Guarany Foot-Ball Club, på initiativ av 12 elever från Gymnasio do Estado (nuvarande Culto à Ciência). Eleverna, inklusive Pompeo de Vito, Hernani Felippo Matallo och Vicente Matallo, spelade vanligtvis fotboll på Praça Carlos Gomes. Vicente Matallo blev Guaranis första ordförande. Guarani fick sitt namn efter maestro Antônio Carlos Gomes opera ’’Il Guarany’’.
Från och med 2023 är Guarani en av endast två brasilianska klubbar som inte är baserade i en delstatshuvudstad som har vunnit det nationella mästerskapet - den andra är Santos FC. Klubben vann Campeonato Brasileiro 1978, efter att ha besegrat Palmeiras. och Campeonato Paulistas andradivision vid ett tillfälle, 1949. Klubben har även några andraplatser i den högsta nationella divisionen och i Campeonato Paulistas högsta division.